# یوسوانیس پنا
یوسوانیس پنا (به انگلیسی: Yosvanys Peña؛ زادهٔ ۲۴ دسامبر ۱۹۹۳) یک کشتی‌گیر فرنگی‌کار اهل کوبا است. وی سابقه حضور در المپیک ۲۰۲۰ توکیو و المپیک ۲۰۲۴ پاریس را دارد.